# PCB Piezotronics
 (novembre 2016).
 (décembre 2020).
PCB Piezotronics est une entreprise américaine, qui conçoit et fabrique des capteurs pour la mesure dynamique de grandeurs physiques : vibration, force, pression et acoustique. Créé en 1967 et présent dans plus de 60 pays en Amérique, en Europe et en Asie, PCB Piezotronics s’adresse aux services R&D et essais des fabricants et prestataires dans les secteurs du transport, aéronautique, spatial, défense, industrie et énergie.
Le nom "PCB" est l’abréviation de "PicoCoulomb", le coulomb étant une unité de mesure de charge électrique, charge produite par les capteurs piézoélectriques que fabrique PCB Piezotronics. Le terme "Piezotronics" combine la piézoélectricité et l'électronique.

## Historique
(novembre 2016).
Fondée par Robert W. Lally et James F. Lally en 1967, PCB Piezotronics a évolué d'une entreprise familiale vers une large société d'ingénierie et d'opération industrielle, en insistant sur l'aspect technique de l'incorporation de technologies de capteurs piézoélectriques dans des circuits intégrés.
Son siège mondial se situe à Buffalo (New York) aux États-Unis. 
- 1967 : Développement et vente de capteurs avec circuits piézoelectriques intégrés CP (Integrated-Circuit-Piezoelectric)
- 1971 : Finalisation du développement de l'accéléromètre de choc quartz ICP
- 1972 : Introduction des marteaux d'excitation, permettant d'exciter des structures pour analyser les vibrations.
- 1973 : Naissance du premier accéléromètre ICP destiné au monitoring des machines tournantes.
- 1983 : PCB gagne une récompense R&D[1] (un des 100 développements techniques de l'année) pour ses marteaux d'impulsions
- 1986 : Développement du 1er accéléromètre ICP quartz
- 1990 : Création de la division IMI, spécialisée dans la maintenance prédictive
- 1993 : Développement du plus petit accéléromètre ICP, monoaxe et triaxe, hermétiquement soudé
- 1997 : Le groupe introduit de nouvelles technologies: accéléromètres capacitifs, préamplificateurs microphones ICP...
- 1999 : PCB Group acquiert la division acoustique Larson Davis, afin d’élargir son offre à l’instrumentation acoustique
- 2000 : Les vibromètres Larson Davis remportent une médaille d’or à la conférence sur les capteurs à Chicago

## Certifications
En 1995, PCB est certifié par l'International Quality Standard ISO-9001.
En 2006, l'entreprise est certifiée par l'Underwriters Laboratories AS9100:
En janvier 2012, l'Association américaine pour l'accréditation et la certification des laboratoires (A2LA) reconnaît PCB Piezotronics certifié par l'ISO 17025, une norme internationale assurant les compétences techniques en calibration et essai.

## Activité
L'entreprise accompagne ainsi les essais mécaniques, acoustiques, pression, et le monitoring industriel.
Elle est présente dans les secteurs :
- Test & Mesures [5] : mesures d'accélération, d'acoustique, de force, de pression, de choc dans des applications variées : architecture, médical, pharmaceutique, chimie, agro-alimentaire, hygiène industrielle, équipement de production, semi-conducteurs, appareils domestiques, etc.
- Aéronautique : mesure de vibration et acoustique pour les essais monitoring de turbines, les tests au sol, en vol, ou en soufflerie.
- Défense : mesure de vibration, acoustique, pression, force pour les applications civiles et militaires : essais d'explosifs (mines, construction, démolition, pyrotechnique), balistique, bombes & torpilles, ou encore missiles tactiques.
- Automobile : mesures et analyses du moteur, des composants, de l'accélération latérale et longitudinale, de la vitesse ou encore des distances de freinage dans le cadre des essais automobiles.
- Acoustique : La division Larson Davis de PCB apporte une offre de mesure des niveaux acoustiques.
- Monitoring industriel : cette division nommée IMI Sensors commercialise des capteurs destinés à repérer les déséquilibres, défauts de balourds et désalignements d'une part en mesurant le niveau de vibration de la machine puis en fournissant un diagnostic en amont.
- Étalonnage et excitateur : The Modal Shop fabrique et commercialise des systèmes d'étalonnage pour les capteurs de vibration, de force, de pression et pour les microphones ainsi que des excitateurs pour les essais modaux ou vibratoires.